# Johann Jacob Paul Wirtz
Johann Jacob Paul Wirtz (* 26. Juni 1881 in Hamburg; † 28. Dezember 1946 ebenda) war ein Hamburger Übersee-Kaufmann, Bankier und Präses der Handelskammer Hamburg.

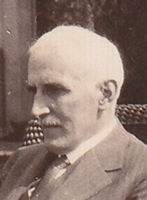
Johann Jacob Paul Wirtz

## Leben

### Herkunft
Paul Wirtz wurde am 26. Juni 1881 als Sohn des Hamburger Übersee-Kaufmanns Hugo Hubertus Wirtz und dessen Ehefrau Maria Wirtz, geb. Terfloth in Hamburg geboren. Sein Vater stammte aus einer im Rheinland ansässigen Familie. Dieser war lange in England tätig und nahm die britische Staatsbürgerschaft an. Im Jahre 1877 ließ er sich dann in Hamburg nieder, wo er unter der Firma Hugo Wirtz ein Handelsunternehmen für Chile-Salpeter, Harz und Terpentinöl gründete.

### Kaufmann
Wirtz besuchte die Hamburger Gelehrtenschule des Johanneums. Nach einer umfassenden kaufmännischen Ausbildung in Hamburg, Frankfurt am Main, London und New York City trat er im Jahre 1907 als Partner in das Handelsgeschäft seines Vaters ein. Die Jahre des Ersten Weltkrieges führten durch die Konfiszierung des hauptsächlich in London investierten Vermögens sowie der Unmöglichkeit des Überseehandels mit Chile zu finanziellen Einbußen beim vormals florierenden Unternehmen. Nach einer vorübergehenden Tätigkeit als Leiter der Reichsmarkrechnungsstelle Hamburg gelang es Paul Wirtz jedoch den sich erholenden Handel mit Chile zu nutzen und die Firma in den folgenden Jahren kontinuierlich zum führenden Salpeterhaus in Hamburg auszubauen. Im Jahre 1925 wurde er Mitglied der Handelskammer Hamburg. 1929 folgte er dem Ruf zum Generaldirektor der Nitrate Corporation of Chile Ltd. in London und verlegte seinen Wohnsitz dorthin. Sein Aufenthalt dauerte bis zum Jahre 1935. Anschließend war er in Chile tätig, bevor er 1936 nach Hamburg zurückkehrte.

### Bankier
Auf Anregung des Bankiers und guten Geschäftsfreundes Max Warburg, der im Jahre 1938 aufgrund des Nazi-Terrors nach New York City emigrieren musste, trat der gläubige Katholik und Gegner des NS-Regimes im Frühjahr desselben Jahres in das große deutsche Bankhaus M.M.Warburg & CO ein. Er wurde neben dessen bisherigem Generalbevollmächtigten Rudolf Brinckmann persönlich haftender Gesellschafter der Privatbank. Im Jahre 1941 erfolgte deren Umfirmierung in Brinckmann, Wirtz & CO. Den beiden Gesellschaftern gelang es im Folgenden, das Bankhaus erfolgreich durch die Kriegsjahre zu steuern.

### Präses der Handelskammer Hamburg
Im Jahre 1945 wurde Paul Wirtz erneut Mitglied der Handelskammer Hamburg. Am 17. November 1945 bestellte ihn Bürgermeister Rudolf Petersen mit Genehmigung der britischen Militärregierung als Nachfolger von Max Mörck zu ihrem Präses. Aus gesundheitlichen Gründen bat er am 26. November 1946 um seine Entlassung aus dem Amt.

### Privates
Paul Wirtz war das zweitälteste von sieben Geschwistern. Seine ältere Schwester Martha war die Ehefrau von Wilhelm Cuno. Sein Bruder Max war mit  Anita Wirtz, geb. Hudtwalcker verheiratet und nach Chile ausgewandert, wo er als Übersee-Kaufmann und Haciendero lebte. Am 24. September 1907 heiratete Paul Wirtz seinerseits in Recklinghausen Johanna Russell, die Tochter des herzoglich arenbergischen Hofkammerpräsidenten. Sie hatten eine Tochter und drei Söhne. Paul Wirtz starb kurz nach seinem Ausscheiden als Präses der Handelskammer am 28. Dezember 1946 in Hamburg. Er ruht in der Familiengrabstätte auf dem Friedhof Ohlsdorf (Planquadrat AC 23, südöstlich von Kapelle 7).